# 巴基斯坦語言
巴基斯坦官方承认的语言为烏爾都語和英語。其中烏爾都語被定為「國語」，全國的通用語言則為英語。烏爾都語虽被定为國語，但是僅有不到8%的人口的母語是烏爾都語。大部分人的母語都是印度-伊朗語族的各種語言，和烏爾都語有親屬關係、有或高或低的互通性。官方层面对乌尔都语的使用主要体现在巴基斯坦国歌、荣誉制度和军事口令都是使用乌尔都语。由於歷史原因，英語被定为官方語言，拼写方法以英国英语为准，为行政和教育体系中所有科目的教学媒介语。虽然英语不是任何民族的母語，但在读写方面，巴基斯坦人还是以英文为主，其次才是自己的母语。

## 母語統計
2017年母语人口比例
| 1 | 旁遮普語 | 7636'7360 | 38.78% | 旁遮普省                   |
| 2 | 普什圖語 | 2669'2890 | 18.24% | 開伯爾-普赫圖赫瓦省        |
| 3 | 信德語   | 2441'0910 | 14.57% | 信德省農村地區             |
| 4 | 色莱基语 | 1801'9610 | 12.19% | 旁遮普省南部               |
| 5 | 烏爾都語 | 1312'0540 | 7.08%  | 首都伊斯兰堡及信德省諸都市 |
| 6 | 俾路支語 | 620'4540  | 3.02%  | 俾路支省                   |
| 7 | 其他     | 1250'7350 | 6.12%  | 吉尔吉特-巴尔蒂斯坦等地    |